# 헤드 (1968년 영화)
《헤드》(영어: Head)는 미국에서 제작된 밥 레이펄슨 감독의 1968년 풍자 뮤지컬 코미디 판타지 영화이다. 잭 니컬슨이 레이펄슨과 공동 각본을 쓰고 제작에도 참여하였다. 팝 록 밴드 더 멍키스(피터 토크, 데이비 존스, 미키 돌런즈, 마이클 네즈미스) 등이 출연하였다.

## 출연진
- 피터 토크
- 데이비 존스
- 미키 돌런즈
- 마이클 네즈미스
- 빅터 머투어
- 애넷 푸니첼로
- 티머시 케리
- 에이브러햄 소페어
- 비토 스코티
- 서니 리스턴
- 프랭크 재파
- 테리 가
- 토니 배질
- 데니스 호퍼 (크레디트 미기재)
- 밥 레이펄슨 (크레디트 미기재)
- 잭 니컬슨 (크레디트 미기재)

## 기타 제작진
- 의상: 진 애슈먼

## 같이 보기
- 환각특급